# Etihad Rail

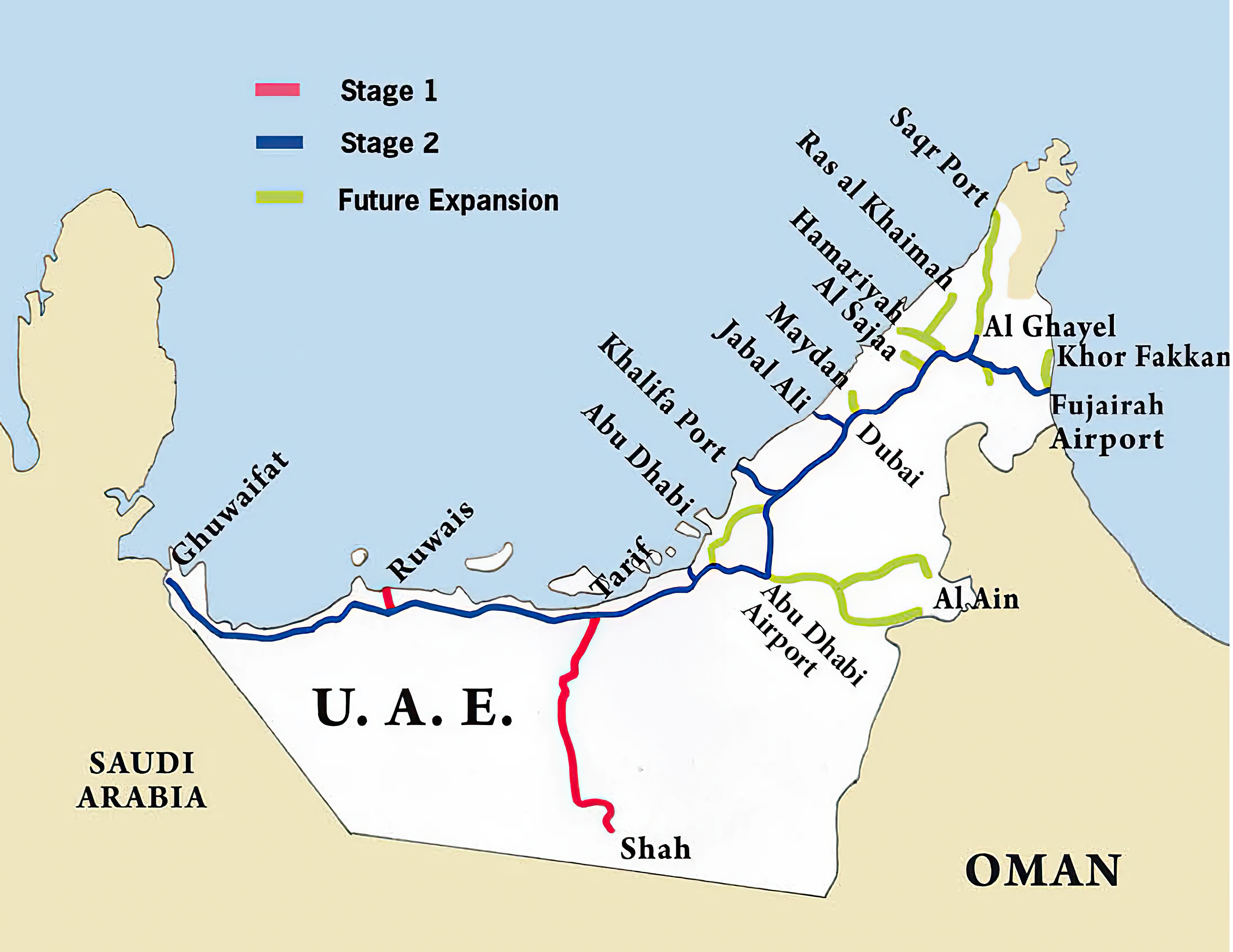
Bauabschnitte des Eisenbahnnetzes

Etihad Rail (arabisch الاتحاد للقطارات) ist die 2009 gegründete nationale Eisenbahngesellschaft der Vereinigten Arabischen Emirate (VAE). Die Gesellschaft mit Hauptsitz in Abu Dhabi baute ein ca. 1.200 Kilometer langes Eisenbahnnetz für Güter- und Personenverkehr mit einer Gesamtinvestition von rund USD 30 Mrd. auf.

## Streckennetz
Das Streckennetz der Etihad Rail ist von vornherein geplant als Teil des länderübergreifenden Projekts Gulf Railway, das die sechs Golfstaaten Bahrain, Katar, Kuwait, Oman, Saudi-Arabien und Vereinigte Arabische Emirate miteinander verbinden soll. Die Bahnstrecken sind zweigleisig für Radsatzlasten bis zu 32,5 t im Güterverkehr und mit Geschwindigkeiten bis 160 km/h und im Reiseverkehr bis 200 km/h ausgelegt.

### Erster Bauabschnitt Ruwais – Schah
| Spurweite: | 1435 mm (Normalspur) |                  |                  |
| Streckengeschwindigkeit: | 120/200 km/h         |                  |                  |
| |                      |                  |                  |
| \| \| \| Saudi-Arabien \| \| \| \| \| Ghuwaifat \| \| \| \| \| (Bauabschnitt 2) \| \| \| \| 0 \| Ruwais \| Ruwais \| \| \| \| \| \| \| \| \| Al Marfa \| \| \| \| \| Tarif \| \| \| \| \| nach Abu Dhabi \| (Bauabschnitt 3) \| \| \| \| Habshan \| \| \| \| 264 \| Schah \| Schah \| \| \| \| \| \| \| Quellen: [2] \| \| \| \| |                      |                  |                  |
| Grenze (Strecke außer Betrieb) |                      | Saudi-Arabien    | Saudi-Arabien    |
| Kopfbahnhof Strecke bis hier außer Betrieb |                      | Ghuwaifat        | Ghuwaifat        |
| Strecke |                      | (Bauabschnitt 2) | (Bauabschnitt 2) |
| Strecke · Kopfbahnhof Streckenanfang | 0                    | Ruwais           | Ruwais           |
| Abzweig geradeaus und von links · Strecke nach rechts |                      |                  |                  |
| Bahnhof |                      | Al Marfa         | Al Marfa         |
| Bahnhof |                      | Tarif            | Tarif            |
| Abzweig geradeaus und nach links |                      | nach Abu Dhabi   | (Bauabschnitt 3) |
| Bahnhof |                      | Habshan          | Habshan          |
| Kopfbahnhof Streckenende | 264                  | Schah            | Schah            |
| |                      |                  |                  |
| Quellen: |                      |                  |                  |

Die erste 264 Kilometer lange Strecke führt von der Hafenstadt Ruwais entlang der Küste nach Osten über Tarif und biegt dort nach Süden ab in die Wüste zu den Gasfeldern in Habschan und Schah, ein Ort in den Liwa-Oasen. Die Bauarbeiten für den Abschnitt begannen 2010. Die beiden ersten von 7 bestellten Lokomotiven trafen am 10. April 2013 ein, die erste Charge Güterwagen wurde bereits Ende Dezember 2012 geliefert. Seit September 2013 wurde die Strecke von Versuchszügen befahren. Am 9. Dezember 2015 wurde die Genehmigung für den kommerziellen Güterverkehr ausgesprochen, der Anfang 2016 aufgenommen wurde. Die Strecke dient bisher ausschließlich zum Transport von täglich bis zu 22.000 t Schwefelgranulat, das von Erdgas-Entschwefelungsanlagen stammt.
Die Verantwortung für die Eisenbahninfrastruktur liegt bei DB International. DB Cargo und Etihad Rail haben das Gemeinschaftsunternehmen, Etihad Rail DB Operations LLC gegründet, welches den Güterverkehr auf der ersten Strecke betreibt. DB Cargo stellt die etwa 200 Mitarbeiter, die der Bahnbetrieb anfänglich erfordert. Zur Signal- und Zugbeeinflussung kommt ETCS Level 2 zum Einsatz.
Auf der Strecke laufen 7 Dieselloks vom Typ SD70ACS von Progress Rail Locomotive mit 3,400 kW Leistung. Diese Diesellok wurde speziell für den Frachtverkehr im Wüsteneinsatz in Saudi-Arabien entwickelt, sie kann einen beweglichen Sandpflug betreiben und ist für den Wüstenbetrieb mit Sandfiltern ausgestattet. Die Schwefel-Züge verkehren mit einem Vorspann von zwei oder drei Lokomotiven und 110 Güterwagen. Ein Zug ist 1,8 km lang und hat beladen ein Gewicht von 11.000 t. Monatlich werden durchschnittlich 410.000 t Schwefel transportiert. 2017 wurde die Transportmenge von 10 Mio. t überschritten. Den Betrieb erschweren Sandverwehungen und das Dehnungsverhalten der Gleise bei den extremen Temperaturen. Die Strecke ist eingezäunt, um den Eisenbahnbetrieb vor wilden Dromedaren und Gazellen zu schützen.
Die Strecke ersetzt ungefähr 300 Lastwagen und reduziert den damit verbundenen Ausstoß von CO₂ um 70–80 %.

### Zweiter Bauabschnitt Ghuwaifat – Fudschaira
| Spurweite: | 1435 mm (Normalspur) |                                |                                |
| Streckengeschwindigkeit: | 120/200 km/h         |                                |                                |
| |                      |                                |                                |
| \| \| \| Saudi-Arabien \| \| \| \| \| Ghuwaifat \| \| \| \| \| Barakah \| \| \| \| \| Ruwais \| \| \| \| \| \| \| \| \| \| Al Marfa \| \| \| \| \| Etihad Rail depot \| \| \| \| \| Tarif \| \| \| \| \| nach Schah \| \| \| \| \| Icad \| \| \| \| \| \| \| \| \| \| Abu Dhabi \| \| \| \| \| Al Faya \| \| \| \| \| nach Al Ain \| \| \| \| \| Khalifa Port \| \| \| \| \| \| \| \| \| \| Kizad B \| \| \| \| \| Dubai Industrial City \| \| \| \| \| \| \| \| \| \| \| \| \| \| \| \| \| \| \| \| Hafen Dschabal Ali \| \| \| \| \| Al Sajaa \| \| \| \| \| \| \| \| \| \| Al Ghayel Umschlagterminal \| \| \| \| \| Fudschaira \| \| \| \| \| Fujairah International Airport \| \| \| \| \| \| \| \| Quellen: Quellen[13] \| \| \| \| |                      |                                |                                |
| Grenze (Strecke außer Betrieb) |                      | Saudi-Arabien                  | Saudi-Arabien                  |
| Kopfbahnhof Strecke bis hier außer Betrieb |                      | Ghuwaifat                      | Ghuwaifat                      |
| Bahnhof |                      | Barakah                        | Barakah                        |
| Strecke · Kopfbahnhof Streckenanfang |                      | Ruwais                         | Ruwais                         |
| Abzweig geradeaus und von links · Strecke nach rechts |                      |                                |                                |
| Bahnhof |                      | Al Marfa                       | Al Marfa                       |
| Bahnhof |                      | Etihad Rail depot              | Etihad Rail depot              |
| Bahnhof |                      | Tarif                          | Tarif                          |
| Abzweig geradeaus und nach rechts |                      | nach Schah                     | nach Schah                     |
| Strecke · Kopfbahnhof Streckenanfang |                      | Icad                           | Icad                           |
| Abzweig geradeaus, nach links und von links · Strecke nach rechts |                      |                                |                                |
| Bahnhof |                      | Abu Dhabi                      | Abu Dhabi                      |
| Bahnhof |                      | Al Faya                        | Al Faya                        |
| Abzweig geradeaus, ehemals nach rechts und ehemals von rechts |                      | nach Al Ain                    | nach Al Ain                    |
| Strecke · Kopfbahnhof Streckenanfang |                      | Khalifa Port                   | Khalifa Port                   |
| Abzweig geradeaus, nach links und von links · Strecke nach rechts |                      |                                |                                |
| Bahnhof |                      | Kizad B                        | Kizad B                        |
| Strecke · Kopfbahnhof Streckenanfang |                      | Dubai Industrial City          | Dubai Industrial City          |
| Abzweig geradeaus, nach links und von links · Strecke nach rechts |                      |                                |                                |
| Überleitstelle / Spurwechsel |                      |                                |                                |
| Abzweig geradeaus, ehemals nach links und ehemals von links · Strecke von rechts (außer Betrieb) |                      |                                |                                |
| Strecke · Kopfbahnhof Streckenende (Strecke außer Betrieb) |                      | Hafen Dschabal Ali             | Hafen Dschabal Ali             |
| Bahnhof |                      | Al Sajaa                       | Al Sajaa                       |
| Abzweig geradeaus, ehemals nach links und ehemals von links · Strecke von rechts (außer Betrieb) |                      |                                |                                |
| Strecke · Kopfbahnhof Streckenende (Strecke außer Betrieb) |                      | Al Ghayel Umschlagterminal     | Al Ghayel Umschlagterminal     |
| Kopfbahnhof Strecke ab hier außer Betrieb |                      | Fudschaira                     | Fudschaira                     |
| Kopfbahnhof Streckenende (Strecke außer Betrieb) |                      | Fujairah International Airport | Fujairah International Airport |
| |                      |                                |                                |
| Quellen: Quellen |                      |                                |                                |

Im zweiten Bauabschnitt wurde das Netz um eine West-Ost-Strecke erweitert, die von Ghuwaifat an der Grenze zu Saudi-Arabien unter teilweiser Benutzung der ersten Strecke über 605 Kilometer nach Fudschaira am Golf von Oman führt. Mit dieser Strecke können alle sieben Emirate und die Staaten des Golf-Kooperationsrats miteinander verbunden werden. Bauabschnitt 2 führt die Strecke über 628 km an die saudi-arabische Grenze, eine Strecke von Tarif nach al-Ain beinhalten und Anschlüsse nach Abu Dhabi und zum Hafen von Dschabal Ali schaffen. Die Eröffnung war zunächst für 2017 vorgesehen. Am 26. Januar 2016 setzte Etihad Rail die Ausschreibung für den Bauabschnitt 2 aus. Die offizielle Begründung lautete, dass der Zeitplan und die Art der Ausführung noch überdacht werden müssten. Nicht auszuschließen ist aber, dass der niedrige Ölpreis die Finanzierung ins Wanken gebracht hat. Mitte 2018 wurden dann Planungsleistungen für diesen Bauabschnitt an das französische Infrastrukturunternehmen Egis vergeben.
Der zweite Bauabschnitt ist in mehrere kleinere Abschnitte eingeteilt.
Abschnitt A: 139 km von Ghuwaifat nach Ruwais. Der Auftrag wurde vergeben an ein Joint venture von China State Construction Engineering Corporation und das südkoreanische Unternehmen SK Engineering and Construction. Im Oktober 2021 wurden die Bauarbeiten am Abschnitt A beendet.
Abschnitte B und C: Abschnitt B 216 km von Tarif bis Saih Shuaib, Abschnitt C 94 km von Dschabal Ali bis Schardscha. Der Auftrag für beide Abschnitte ist an China Railway Construction Corporation Ltd. und Ghantoot Transport & General Contracting Company gegangen.
Abschnitt D: 132 km von Schardscha bis Fudschaira durch das Hadschar-Gebirge. Das Bauvorhaben ging an ein Joint Venture aus der China Railway Construction Corporation, CRCC und National Projects and Construction, NPC.
Der zweite Bauabschnitt wurde 2020 begonnen und 2021 wurden die ersten Schienen verlegt. Zu den Herausforderungen beim Bau gehören der sandige Untergrund und im Osten ein Hochgebirge. Durch die Hitze bedingt erfolgen die Bauarbeiten teilweise bei Nacht.
Nach Fertigstellung des zweiten Bauabschnitts soll das jährliche Transportvolumen von sieben auf 50 Mio. t steigen. Diese Strecke soll dann verschiedene Städte, Häfen und Industriezentren verbinden und den Personenverkehr ermöglichen. An der Strecke wird Abu Dhabi, die Khalifa Industrial Zone, Khalifa Port, Dschabal Ali, Dubai, Schardscha, Ra’s al-Chaima und Fudschaira liegen. Etihad Rail wird dabei die Aufsicht über die Entwicklung, den Bau und den Betrieb des gesamten Netzes führen. Für den Betrieb der neuen Abschnitte soll der Bestand auf insgesamt 45 Lokomotiven von Progress Rail Locomotive anwachsen.
Der zweite Bauabschnitt wurde am 28. Februar 2023 eröffnet. Es findet aber bisher kein grenzüberschreitender Verkehr nach Saudi-Arabien statt, da die entsprechende Strecke dort noch nicht gebaut ist. Die Gleise enden an der Grenze.

### Dritter Bauabschnitt
Künftige Erweiterungen sind geplant. Sie führen nach Ajmal und nach Ra’s al-Chaima und zum Hafen Saqr bei Ghalila. Bauabschnitt 3 soll das Netz um 279 km erweitern. Er soll den Norden des Landes bedienen und Dubai, den Hafen Saqr und Khor Fakkan an das Schienennetz anbinden. Auch hierfür wurden Mitte 2018 Planungsleistungen an das französische Infrastrukturunternehmen Egis vergeben. Für beide Bauabschnitte wird nun angestrebt, sie 2024 in Betrieb zu nehmen.

### Strecke nach Oman
Etihad Rail und Oman Rail haben 2022 eine Vereinbarung über Bau und Betrieb einer 303 km langen grenzüberschreitenden Eisenbahnstrecke vom Hafen Suhar am Golf von Oman über Al Ain zum Bahnnetz der Vereinigten Arabischen Emirate in Abu Dhabi unterzeichnet. Die Kosten des Projekts werden auf US$ 3 Mrd. geschätzt. Zur Durchführung des Projekts wurde die gemeinsame Projektgesellschaft Hafeet Rail gegründet. Die Strecke soll sowohl dem Güter- als auch dem Personenverkehr dienen. Personenzüge sollen mit einer Geschwindigkeit von bis zu 200 km/h verkehren, was Fahrzeiten von Suhar nach Abu Dhabi von 1:40 Stunden und von Suhar nach Al Ain von 47 Minuten ermöglichte. Güterzüge sollen mit bis zu 120 km/h verkehren.

## Fahrzeuge
Etihad Rail und Construcciones y Auxiliar de Ferrocarriles (CAF) haben 2022 einen Vertrag über die Lieferung von Wendezügen geschlossen. Sie werden mit Diesellokomotiven gefahren, 200 km/h schnell sein und jeweils mehr als 400 Fahrgästen Platz bieten. Der Vertrag hat ein Volumen von mehr als 250 Mio. Euro.